# S Волка
S Волка (лат. S Lupi), HD 131169 — одиночная переменная звезда в созвездии Волка на расстоянии (вычисленном из значения параллакса) приблизительно 3456 световых лет (около 1060 парсеков) от Солнца. Видимая звёздная величина звезды — от +13,5m до +7,8m.

## Характеристики
S Волка — красная пульсирующая переменная S-звезда, мирида (M) спектрального класса Se или Np. Эффективная температура — около 3294 K.